# Élections présidentielles sous la Cinquième République dans la Vienne
Depuis l'adoption de la Constitution de la Cinquième République française en 1958, dix élections présidentielles ont eu lieu afin d'élire le président de la République. Cette page présente les résultats de ces élections dans la Vienne.

## Synthèse des résultats du second tour
La Vienne vote dans la tendance nationale jusqu'en 2002 puis vote plus à gauche. En 2007, le département place Ségolène Royal en tête du second tour (51,41 %), devant François Mitterrand. En 2012, François Hollande (57,16 %) obtient 5,5 points de plus qu'au niveau national. En 2017, Emmanuel Macron obtient 2,6 points de plus qu'au niveau national.
| année | Répartition des exprimés | Répartition des exprimés | Participation (% des inscrits) | Blancs ou nuls (% des votants) |

| 2017 | Emmanuel Macron (68,77 %) (France : 66,10 %) | Marine Le Pen (31,23 %) (France : 33,90 %) | 77,62 % (France : 77,77 %) | 2,32 % (France : 2,47 %) |

| 2012 | François Hollande (57,16 %) (France : 51,64 %) | Nicolas Sarkozy (42,84 %) (France : 48,36 %) | 82,69 % (France : 80,35 %) | 2,15 % (France : 5,82 %) |

| 2007 | Nicolas Sarkozy (48,59 %) (France : 53,06 %) | Ségolène Royal (51,41 %) (France : 46,94 %) | 85,77 % (France : 83,97 %) | 1,58 % (France : 4,20 %) |

| 2002 | Jacques Chirac (87,65 %) (France : 82,21 %) | J.-M. Le Pen (12,35 %) (France : 17,79 %) | 75,28 % (France : 79,71 %) | 4,18 % (France : 3,38 %) |

| 1995 | Jacques Chirac (50,33 %) (France : 52,64 %) | Lionel Jospin (49,67 %) (France : 47,36 %) | 80,95 % (France : 78,38 %) | 3,71 % (France : 2,81 %) |

| 1988 | François Mitterrand (56,2 %) (France : 54,02 %) | Jacques Chirac (43,8 %) (France : 45,98 % %) | 82,86 % (France : 81,35 %) | 2,68 % (France : 2,00 %) |

| 1981 | François Mitterrand (52,98 %) (France : 51,76 %) | Valéry Giscard d'Estaing (47,02 %) (France : 48,24 %) | 83,08 % (France : 81,09 %) | 1,95 % (France : 1,62 %) |

| 1974 | Valéry Giscard d'Estaing (51,9 %) (France : 50,81 %) | François Mitterrand (48,1 %) (France : 49,19 %) | 85,49 % (France : 84,23 %) | 1,12 % (France : 0,92 %) |

| 1969 | Georges Pompidou (54,71 %) (France : 58,21 %) | Alain Poher (45,29 %) (France : 41,79 %) | 78,07 % (France : 77,59 %) | 1,47 % (France : 1,29 %) |

| 1965 | Charles de Gaulle (57,16 %) (France : 55,20 %) | François Mitterrand (42,84 %) (France : 44,80 %) | 84,09 % (France : 84,75 %) | 1,24 % (France : 1,01 %) |

|  | ▲ |

## Résultats détaillés par scrutin

### 2017
Le premier tour de l'élection présidentielle de 2017 voit s'affronter onze candidats. Emmanuel Macron arrive en tête devant Marine Le Pen et tous deux se qualifient pour le second tour. Néanmoins, avec François Fillon et Jean-Luc Mélenchon, les scores des quatre candidats ayant recueilli le plus de voix sont serrés (4,43 points entre le 1er et le 4e). Pour la première fois, aucun des candidats des deux partis politiques pourvoyeurs jusque-là des présidents de la Ve République, n'est présent au second tour. Celui-ci se tient le dimanche 7 mai et se solde par la victoire d'Emmanuel Macron, avec un total de 20 753 798 bulletins de vote en sa faveur, soit 66,10 % des suffrages exprimés, face à la candidate du Front national, qui recueille 33,90 %. Le scrutin est néanmoins marqué par une forte abstention et par un record de votes blancs ou nuls.
Dans la Vienne, Emmanuel Macron arrive en tête du premier tour avec 24,88 % des exprimés, suivi de Jean-Luc Mélenchon (20,64 %), Marine Le Pen (19,78 %), François Fillon (17,96 %) et Benoît Hamon (7,09 %). Au second tour, les électeurs ont voté à 68,77 % pour Emmanuel Macron contre 31,23 % pour Marine Le Pen avec un taux de participation de 77,62 % des inscrits.
|             | EM          | Emmanuel Macron       | 59 146  | 24,88 %    | 143 712 | 68,77 %    |  |  |
|             | LFi         | Jean-Luc Mélenchon    | 49 061  | 20,64 %    |         |            |  |  |
|             | FN          | Marine Le Pen         | 47 024  | 19,78 %    | 65 255  | 31,23 %    |  |  |
|             | LR          | François Fillon       | 42 703  | 17,96 %    |         |            |  |  |
|             | PS          | Benoît Hamon          | 16 861  | 7,09 %     |         |            |  |  |
|             | DlF         | Nicolas Dupont-Aignan | 11 920  | 5,01 %     |         |            |  |  |
|             | NPA         | Philippe Poutou       | 3 642   | 1,53 %     |         |            |  |  |
|             | RES         | Jean Lassalle         | 2 861   | 1,2 %      |         |            |  |  |
|             | LO          | Nathalie Arthaud      | 2 074   | 0,87 %     |         |            |  |  |
|             | UPR         | François Asselineau   | 1 896   | 0,8 %      |         |            |  |  |
|             | SeP         | Jacques Cheminade     | 560     | 0,24 %     |         |            |  |  |
|             |             |                       |         |            |         |            |  |  |
|             |             |                       | Nombre  | % inscrits | Nombre  | % inscrits |  |  |
| Inscrits    | Inscrits    | Inscrits              | 307 014 |            | 306 977 |            |  |  |
| Abstentions | Abstentions | Abstentions           | 62 127  | 20,24 %    | 68 711  | 22,38 %    |  |  |
| Votants     | Votants     | Votants               | 244 887 | 79,76 %    | 238 266 | 77,62 %    |  |  |
|             |             |                       |         |            |         |            |  |  |
|             |             |                       |         | % votants  |         | % votants  |  |  |
| Blancs      | Blancs      | Blancs                | 4 741   | 1,54 %     | 20 858  | 6,79 %     |  |  |
| Nuls        | Nuls        | Nuls                  | 2 398   | 0,78 %     | 8 441   | 2,75 %     |  |  |
| Exprimés    | Exprimés    | Exprimés              | 237 748 | 77,44 %    | 208 967 | 68,07 %    |  |  |

### 2012
Hollande, désigné par le PS à la suite d'une primaire ouverte, devance Sarkozy dès le premier tour de l'élection présidentielle de 2012 : c'est la première fois qu'un président sortant est ainsi devancé. Au second tour, Sarkozy est battu mais par un écart plus faible qu'attendu.
Dans la Vienne, François Hollande arrive en tête du premier tour avec 31,99 % des exprimés, suivi de Nicolas Sarkozy (24,5 %), Marine Le Pen (16,41 %), Jean-Luc Mélenchon (11 %) et François Bayrou (9,59 %). Au second tour, les électeurs ont voté à 57,16 % pour François Hollande contre 42,84 % pour Nicolas Sarkozy avec un taux de participation de 82,72 % des inscrits.
|                | PS             | François Hollande     | 78 591  | 31,99 %    | 134 754 | 57,16 %    |  |  |
|                | UMP            | Nicolas Sarkozy       | 60 188  | 24,5 %     | 100 977 | 42,84 %    |  |  |
|                | FN             | Marine Le Pen         | 40 321  | 16,41 %    |         |            |  |  |
|                | FG             | Jean-Luc Mélenchon    | 27 037  | 11 %       |         |            |  |  |
|                | MoDem          | François Bayrou       | 23 565  | 9,59 %     |         |            |  |  |
|                | EELV           | Éva Joly              | 5 335   | 2,17 %     |         |            |  |  |
|                | DLF            | Nicolas Dupont-Aignan | 5 038   | 2,05 %     |         |            |  |  |
|                | NPA            | Philippe Poutou       | 3 321   | 1,35 %     |         |            |  |  |
|                | LO             | Nathalie Arthaud      | 1 741   | 0,71 %     |         |            |  |  |
|                | S&P            | Jacques Cheminade     | 553     | 0,23 %     |         |            |  |  |
|                |                |                       |         |            |         |            |  |  |
|                |                |                       | Nombre  | % inscrits | Nombre  | % inscrits |  |  |
| Inscrits       | Inscrits       | Inscrits              | 303 653 |            | 303 613 |            |  |  |
| Abstentions    | Abstentions    | Abstentions           | 52 557  | 17,31 %    | 52 472  | 17,28 %    |  |  |
| Votants        | Votants        | Votants               | 251 096 | 82,69 %    | 251 141 | 82,72 %    |  |  |
|                |                |                       |         |            |         |            |  |  |
|                |                |                       |         | % votants  |         | % votants  |  |  |
| Blancs ou nuls | Blancs ou nuls | Blancs ou nuls        | 5 406   | 2,15 %     | 15 410  | 6,14 %     |  |  |
| Exprimés       | Exprimés       | Exprimés              | 245 690 | 97,85 %    | 235 731 | 97,85 %    |  |  |

### 2007
Au premier tour de l'élection présidentielle de 2007, Sarkozy réussit à capter une partie des voix de Le Pen et arrive largement en tête. Royal est la première femme qualifiée pour le second tour d'une élection présidentielle. Elle est battue avec une avance de 6 points.
Dans la Vienne, Ségolène Royal arrive en tête du premier tour avec 29,16 % des exprimés, suivie de Nicolas Sarkozy (27,86 %), François Bayrou (19,01 %), Jean-Marie Le Pen (8,35 %) et Olivier Besancenot (4,32 %). Au second tour, les électeurs ont voté à 48,59 % pour Nicolas Sarkozy contre 51,41 % pour Ségolène Royal avec un taux de participation de 86,48 % des inscrits.
|                | PS             | Ségolène Royal       | 73 633  | 29,16 %    | 127 029 | 51,41 %    |  |  |
|                | UMP            | Nicolas Sarkozy      | 70 350  | 27,86 %    | 120 079 | 48,59 %    |  |  |
|                | UDF            | François Bayrou      | 48 001  | 19,01 %    |         |            |  |  |
|                | FN             | Jean-Marie Le Pen    | 21 089  | 8,35 %     |         |            |  |  |
|                | LCR            | Olivier Besancenot   | 10 908  | 4,32 %     |         |            |  |  |
|                | MPF            | Philippe de Villiers | 8 130   | 3,22 %     |         |            |  |  |
|                | CPNT           | Frédéric Nihous      | 4 841   | 1,92 %     |         |            |  |  |
|                | Les Verts      | Dominique Voynet     | 4 035   | 1,6 %      |         |            |  |  |
|                | GPA            | Marie-George Buffet  | 3 964   | 1,57 %     |         |            |  |  |
|                | LO             | Arlette Laguiller    | 3 495   | 1,38 %     |         |            |  |  |
|                | SE             | José Bové            | 3 254   | 1,29 %     |         |            |  |  |
|                | CNRSP          | Gérard Schivardi     | 854     | 0,34 %     |         |            |  |  |
|                |                |                      |         |            |         |            |  |  |
|                |                |                      | Nombre  | % inscrits | Nombre  | % inscrits |  |  |
| Inscrits       | Inscrits       | Inscrits             | 299 185 |            | 299 239 |            |  |  |
| Abstentions    | Abstentions    | Abstentions          | 42 567  | 14,23 %    | 40 464  | 13,52 %    |  |  |
| Votants        | Votants        | Votants              | 256 618 | 85,77 %    | 258 775 | 86,48 %    |  |  |
|                |                |                      |         |            |         |            |  |  |
|                |                |                      |         | % votants  |         | % votants  |  |  |
| Blancs ou nuls | Blancs ou nuls | Blancs ou nuls       | 4 064   | 1,58 %     | 11 667  | 4,51 %     |  |  |
| Exprimés       | Exprimés       | Exprimés             | 252 554 | 98,42 %    | 247 108 | 95,49 %    |  |  |

### 2002
Après cinq années de cohabitation, un duel est attendu entre Chirac et le Premier ministre Jospin lors de l'élection présidentielle de 2002, mais, à la surprise générale, ce dernier est devancé par Le Pen au premier tour. Au second tour, Chirac bénéficie du ralliement de la gauche et reçoit un score sans précédent. Il s'agit de la première élection pour un mandat de cinq ans et non plus sept.
Dans la Vienne, Jacques  Chirac arrive en tête du premier tour avec 21,48 % des exprimés, suivi de Lionel  Jospin (17,33 %), Jean-Marie  Le Pen (11,1 %), Jean  Saint-Josse (7,28 %) et Arlette Laguiller (7,15 %). Au second tour, les électeurs ont voté à 87,65 % pour Jacques  Chirac contre 12,35 % pour Jean-Marie  Le Pen avec un taux de participation de 82,97 % des inscrits.
|                | RPR            | Jacques Chirac          | 44 459  | 21,48 %    | 198 063 | 87,65 %    |  |  |
|                | PS             | Lionel Jospin           | 35 860  | 17,33 %    |         |            |  |  |
|                | FN             | Jean-Marie Le Pen       | 22 968  | 11,1 %     | 27 920  | 12,35 %    |  |  |
|                | CPNT           | Jean Saint-Josse        | 15 066  | 7,28 %     |         |            |  |  |
|                | LO             | Arlette Laguiller       | 14 804  | 7,15 %     |         |            |  |  |
|                | UDF            | François Bayrou         | 13 613  | 6,58 %     |         |            |  |  |
|                | Les Verts      | Noël Mamère             | 11 890  | 5,74 %     |         |            |  |  |
|                | LCR            | Olivier Besancenot      | 10 668  | 5,15 %     |         |            |  |  |
|                | MC             | Jean-Pierre Chevènement | 9 383   | 4,53 %     |         |            |  |  |
|                | DL             | Alain Madelin           | 6 646   | 3,21 %     |         |            |  |  |
|                | PC             | Robert Hue              | 6 523   | 3,15 %     |         |            |  |  |
|                | PRG            | Christiane Taubira      | 4 327   | 2,09 %     |         |            |  |  |
|                | Cap21          | Corinne Lepage          | 3 935   | 1,9 %      |         |            |  |  |
|                | MNR            | Bruno Mégret            | 3 019   | 1,46 %     |         |            |  |  |
|                | FRS            | Christine Boutin        | 2 621   | 1,27 %     |         |            |  |  |
|                | PT             | Daniel Gluckstein       | 1 185   | 0,57 %     |         |            |  |  |
|                |                |                         |         |            |         |            |  |  |
|                |                |                         | Nombre  | % inscrits | Nombre  | % inscrits |  |  |
| Inscrits       | Inscrits       | Inscrits                | 286 933 |            | 286 957 |            |  |  |
| Abstentions    | Abstentions    | Abstentions             | 70 942  | 24,72 %    | 48 856  | 17,03 %    |  |  |
| Votants        | Votants        | Votants                 | 215 991 | 75,28 %    | 238 101 | 82,97 %    |  |  |
|                |                |                         |         |            |         |            |  |  |
|                |                |                         |         | % votants  |         | % votants  |  |  |
| Blancs ou nuls | Blancs ou nuls | Blancs ou nuls          | 9 024   | 4,18 %     | 12 118  | 5,09 %     |  |  |
| Exprimés       | Exprimés       | Exprimés                | 206 967 | 95,82 %    | 225 983 | 94,91 %    |  |  |

### 1995
Après une nouvelle cohabitation et alors que la droite est particulièrement divisée entre Chirac et le Premier ministre Balladur, Jospin réussit à arriver en tête au premier tour de l'élection présidentielle de 1995, malgré la très lourde défaite de la gauche aux législatives de 1993. Au second tour, il est battu par Chirac.
Dans la Vienne, Lionel Jospin arrive en tête du premier tour avec 25,41 % des exprimés, suivi de Jacques Chirac (21,82 %), Édouard Balladur (18,27 %), Jean-Marie Le Pen (10,49 %) et Robert Hue (8,26 %). Au second tour, les électeurs ont voté à 50,33 % pour Jacques Chirac contre 49,67 % pour Lionel Jospin avec un taux de participation de 81,56 % des inscrits.
|                | PS             | Lionel Jospin        | 55 743  | 25,41 %    | 107 920 | 49,67 %    |  |  |
|                | RPR            | Jacques Chirac       | 47 870  | 21,82 %    | 109 371 | 50,33 %    |  |  |
|                | RPR            | Édouard Balladur     | 40 066  | 18,27 %    |         |            |  |  |
|                | FN             | Jean-Marie Le Pen    | 23 002  | 10,49 %    |         |            |  |  |
|                | PC             | Robert Hue           | 18 124  | 8,26 %     |         |            |  |  |
|                | MPF            | Philippe de Villiers | 13 497  | 6,15 %     |         |            |  |  |
|                | LO             | Arlette Laguiller    | 11 822  | 5,39 %     |         |            |  |  |
|                | Les Verts      | Dominique Voynet     | 8 538   | 3,89 %     |         |            |  |  |
|                | S&P            | Jacques Cheminade    | 696     | 0,32 %     |         |            |  |  |
|                |                |                      |         |            |         |            |  |  |
|                |                |                      | Nombre  | % inscrits | Nombre  | % inscrits |  |  |
| Inscrits       | Inscrits       | Inscrits             | 281 401 |            | 281 388 |            |  |  |
| Abstentions    | Abstentions    | Abstentions          | 53 594  | 19,05 %    | 51 897  | 18,44 %    |  |  |
| Votants        | Votants        | Votants              | 227 807 | 80,95 %    | 229 491 | 81,56 %    |  |  |
|                |                |                      |         |            |         |            |  |  |
|                |                |                      |         | % votants  |         | % votants  |  |  |
| Blancs ou nuls | Blancs ou nuls | Blancs ou nuls       | 8 449   | 3,71 %     | 12 200  | 5,32 %     |  |  |
| Exprimés       | Exprimés       | Exprimés             | 219 358 | 96,29 %    | 217 291 | 94,68 %    |  |  |

### 1988
Après deux ans de cohabitation, Mitterrand affronte le Premier ministre Chirac lors de l'élection présidentielle de 1988. Le Pen obtient au premier tour un score jusque-là sans précédent pour un parti d'extrême droite. Au second tour, Mitterrand est facilement réélu.
Dans la Vienne, François Mitterrand arrive en tête du premier tour avec 37,86 % des exprimés, suivi de Jacques Chirac (21,77 %), Raymond Barre (16,39 %), Jean-Marie Le Pen (9,3 %) et André Lajoinie (5,84 %). Au second tour, les électeurs ont voté à 56,2 % pour François Mitterrand contre 43,8 % pour Jacques Chirac avec un taux de participation de 85,92 % des inscrits.
|                | PS                    | François Mitterrand | 82 706  | 37,86 %    | 126 209 | 56,2 %     |  |  |
|                | RPR                   | Jacques Chirac      | 47 558  | 21,77 %    | 98 344  | 43,8 %     |  |  |
|                | SE                    | Raymond Barre       | 35 797  | 16,39 %    |         |            |  |  |
|                | FN                    | Jean-Marie Le Pen   | 20 325  | 9,3 %      |         |            |  |  |
|                | PC                    | André Lajoinie      | 12 761  | 5,84 %     |         |            |  |  |
|                | Les Verts             | Antoine Waechter    | 8 382   | 3,84 %     |         |            |  |  |
|                | LO                    | Arlette Laguiller   | 4 952   | 2,27 %     |         |            |  |  |
|                | Communiste rénovateur | Pierre Juquin       | 4 930   | 2,26 %     |         |            |  |  |
|                | MPT                   | Pierre Boussel      | 1 035   | 0,47 %     |         |            |  |  |
|                |                       |                     |         |            |         |            |  |  |
|                |                       |                     | Nombre  | % inscrits | Nombre  | % inscrits |  |  |
| Inscrits       | Inscrits              | Inscrits            | 270 895 |            | 270 800 |            |  |  |
| Abstentions    | Abstentions           | Abstentions         | 46 435  | 17,14 %    | 38 117  | 14,08 %    |  |  |
| Votants        | Votants               | Votants             | 224 460 | 82,86 %    | 232 683 | 85,92 %    |  |  |
|                |                       |                     |         |            |         |            |  |  |
|                |                       |                     |         | % votants  |         | % votants  |  |  |
| Blancs ou nuls | Blancs ou nuls        | Blancs ou nuls      | 6 014   | 2,68 %     | 8 130   | 3,49 %     |  |  |
| Exprimés       | Exprimés              | Exprimés            | 218 446 | 97,32 %    | 224 553 | 96,51 %    |  |  |

### 1981
Lors de l'élection présidentielle de 1981, Giscard d'Estaing arrive en tête au premier tour et affronte, comme la fois précédente, Mitterrand. Pour la première fois, un président sortant est battu : Mitterrand devient le premier président de gauche de la Ve République.
Dans la Vienne, Valéry Giscard d'Estaing arrive en tête du premier tour avec 27,57 % des exprimés, suivi de François Mitterrand (26,79 %), Jacques Chirac (18,83 %), Georges Marchais (13,33 %) et Michel Crépeau (3,72 %). Au second tour, les électeurs ont voté à 51,9 % pour François Mitterrand contre 47,02 % pour Valéry Giscard d'Estaing avec un taux de participation de 87,71 % des inscrits.
|                | UDF            | Valéry Giscard d'Estaing | 58 254  | 27,57 %    | 103 729 | 47,02 %    |  |  |
|                | PS             | François Mitterrand      | 56 615  | 26,79 %    | 116 886 | 52,98 %    |  |  |
|                | RPR            | Jacques Chirac           | 39 792  | 18,83 %    |         |            |  |  |
|                | PC             | Georges Marchais         | 28 171  | 13,33 %    |         |            |  |  |
|                | MRG            | Michel Crépeau           | 7 864   | 3,72 %     |         |            |  |  |
|                | MEP            | Brice Lalonde            | 7 272   | 3,44 %     |         |            |  |  |
|                | LO             | Arlette Laguiller        | 4 533   | 2,15 %     |         |            |  |  |
|                | Divers droite  | Marie-France Garaud      | 3 490   | 1,65 %     |         |            |  |  |
|                | Divers droite  | Michel Debré             | 3 118   | 1,48 %     |         |            |  |  |
|                | PSU            | Huguette Bouchardeau     | 2 183   | 1,03 %     |         |            |  |  |
|                |                |                          |         |            |         |            |  |  |
|                |                |                          | Nombre  | % inscrits | Nombre  | % inscrits |  |  |
| Inscrits       | Inscrits       | Inscrits                 | 259 373 |            | 259 361 |            |  |  |
| Abstentions    | Abstentions    | Abstentions              | 43 883  | 16,92 %    | 31 875  | 12,29 %    |  |  |
| Votants        | Votants        | Votants                  | 215 490 | 83,08 %    | 227 486 | 87,71 %    |  |  |
|                |                |                          |         |            |         |            |  |  |
|                |                |                          |         | % votants  |         | % votants  |  |  |
| Blancs ou nuls | Blancs ou nuls | Blancs ou nuls           | 4 198   | 1,95 %     | 6 871   | 3,02 %     |  |  |
| Exprimés       | Exprimés       | Exprimés                 | 211 292 | 98,05 %    | 220 615 | 96,98 %    |  |  |

### 1974
L'élection présidentielle de 1974 est une élection anticipée à la suite de la mort de Pompidou. Mitterrand, candidat unique de la gauche, est largement en tête au premier tour devant Giscard d'Estaing, qui distance lui-même Chaban-Delmas. Au terme d'une campagne animée, marquée par un débat télévisé tendu, Giscard d'Estaing l'emporte avec une très courte avance.
Dans la Vienne, François Mitterrand arrive en tête du premier tour avec 39,95 % des exprimés, suivi de Valéry Giscard d'Estaing (28,69 %), Jacques Chaban-Delmas (18,02 %), Jean Royer (7,64 %) et Arlette Laguiller (2,98 %). Au second tour, les électeurs ont voté à 51,9 % pour Valéry Giscard d'Estaing contre 48,1 % pour François Mitterrand avec un taux de participation de 88,14 % des inscrits.
|                | PS             | François Mitterrand      | 72 876  | 39,95 %    | 90 287  | 48,1 %     |  |  |
|                | RI             | Valéry Giscard d'Estaing | 52 332  | 28,69 %    | 97 402  | 51,9 %     |  |  |
|                | UDR            | Jacques Chaban-Delmas    | 32 869  | 18,02 %    |         |            |  |  |
|                | SE             | Jean Royer               | 13 944  | 7,64 %     |         |            |  |  |
|                | LO             | Arlette Laguiller        | 5 428   | 2,98 %     |         |            |  |  |
|                | SE, écologiste | René Dumont              | 1 650   | 0,9 %      |         |            |  |  |
|                | FN             | Jean-Marie Le Pen        | 1 155   | 0,63 %     |         |            |  |  |
|                | MDSF           | Émile Muller             | 766     | 0,42 %     |         |            |  |  |
|                | FCR            | Alain Krivine            | 622     | 0,34 %     |         |            |  |  |
|                | NAR            | Bertrand Renouvin        | 345     | 0,19 %     |         |            |  |  |
|                | MFE            | Jean-Claude Sebag        | 331     | 0,18 %     |         |            |  |  |
|                |                |                          |         |            |         |            |  |  |
|                |                |                          | Nombre  | % inscrits | Nombre  | % inscrits |  |  |
| Inscrits       | Inscrits       | Inscrits                 | 215 776 |            | 216 354 |            |  |  |
| Abstentions    | Abstentions    | Abstentions              | 31 304  | 14,51 %    | 25 663  | 11,86 %    |  |  |
| Votants        | Votants        | Votants                  | 184 472 | 85,49 %    | 190 691 | 88,14 %    |  |  |
|                |                |                          |         |            |         |            |  |  |
|                |                |                          |         | % votants  |         | % votants  |  |  |
| Blancs ou nuls | Blancs ou nuls | Blancs ou nuls           | 2 064   | 1,12 %     | 3 002   | 1,57 %     |  |  |
| Exprimés       | Exprimés       | Exprimés                 | 182 408 | 98,88 %    | 187 689 | 98,43 %    |  |  |

### 1969
L'élection présidentielle de 1969 est une élection anticipée à la suite de la démission de De Gaulle. La gauche se lance désunie dans la course et, bien que Duclos (PCF) manque de le devancer, c'est le président par intérim Poher qui accède au second tour face à l'ex-Premier ministre Pompidou. Alors que Duclos refuse d'appeler à voter au second tour pour « bonnet blanc ou blanc bonnet », Pompidou est finalement largement élu.
Dans la Vienne, Georges Pompidou arrive en tête du premier tour avec 43,95 % des exprimés, suivi de Alain Poher (27,93 %), Jacques Duclos (18,82 %), Gaston Defferre (3,71 %) et Michel Rocard (3,35 %). Au second tour, les électeurs ont voté à 54,71 % pour Georges Pompidou contre 45,29 % pour Alain Poher avec un taux de participation de 73,1 % des inscrits.
|                | UDR            | Georges Pompidou | 70 344  | 43,95 %    | 78 013  | 54,71 %    |  |  |
|                | CD             | Alain Poher      | 44 702  | 27,93 %    | 64 588  | 45,29 %    |  |  |
|                | PC             | Jacques Duclos   | 30 114  | 18,82 %    |         |            |  |  |
|                | SFIO           | Gaston Defferre  | 5 943   | 3,71 %     |         |            |  |  |
|                | PSU            | Michel Rocard    | 5 368   | 3,35 %     |         |            |  |  |
|                | SE             | Louis Ducatel    | 2 166   | 1,35 %     |         |            |  |  |
|                | LC             | Alain Krivine    | 1 411   | 0,88 %     |         |            |  |  |
|                |                |                  |         |            |         |            |  |  |
|                |                |                  | Nombre  | % inscrits | Nombre  | % inscrits |  |  |
| Inscrits       | Inscrits       | Inscrits         | 208 070 |            | 208 026 |            |  |  |
| Abstentions    | Abstentions    | Abstentions      | 45 640  | 21,93 %    | 55 967  | 26,9 %     |  |  |
| Votants        | Votants        | Votants          | 162 430 | 78,07 %    | 152 059 | 73,1 %     |  |  |
|                |                |                  |         |            |         |            |  |  |
|                |                |                  |         | % votants  |         | % votants  |  |  |
| Blancs ou nuls | Blancs ou nuls | Blancs ou nuls   | 2 382   | 1,47 %     | 9 458   | 6,22 %     |  |  |
| Exprimés       | Exprimés       | Exprimés         | 160 048 | 98,53 %    | 142 601 | 93,78 %    |  |  |

### 1965
L'élection présidentielle de 1965 est la première élection au suffrage universel direct à la suite du référendum d'octobre 1962. De Gaulle est mis en ballottage, à la surprise générale, par Mitterrand, candidat unique de la gauche. La campagne du second tour est axée sur l'Europe et les relations internationales ainsi que sur l'armement nucléaire. De Gaulle est finalement réélu avec une large avance.
Dans la Vienne, Charles de Gaulle arrive en tête du premier tour avec 45,69 % des exprimés, suivi de François Mitterrand (27,46 %), Jean Lecanuet (18,44 %), Jean-Louis Tixier-Vignancour (5,1 %) et Pierre Marcilhacy (2,22 %). Au second tour, les électeurs ont voté à 57,16 % pour Charles de Gaulle contre 42,84 % pour François Mitterrand avec un taux de participation de 83,81 % des inscrits.
|                | UNR            | Charles de Gaulle            | 78 520  | 45,69 %    | 95 972  | 57,16 %    |  |  |
|                | CIR            | François Mitterrand          | 47 191  | 27,46 %    | 71 921  | 42,84 %    |  |  |
|                | MRP            | Jean Lecanuet                | 31 681  | 18,44 %    |         |            |  |  |
|                | SE             | Jean-Louis Tixier-Vignancour | 8 768   | 5,1 %      |         |            |  |  |
|                | PLE            | Pierre Marcilhacy            | 3 819   | 2,22 %     |         |            |  |  |
|                | SE             | Marcel Barbu                 | 1 867   | 1,09 %     |         |            |  |  |
|                |                |                              |         |            |         |            |  |  |
|                |                |                              | Nombre  | % inscrits | Nombre  | % inscrits |  |  |
| Inscrits       | Inscrits       | Inscrits                     | 206 914 |            | 206 752 |            |  |  |
| Abstentions    | Abstentions    | Abstentions                  | 32 913  | 15,91 %    | 33 464  | 16,19 %    |  |  |
| Votants        | Votants        | Votants                      | 174 001 | 84,09 %    | 173 288 | 83,81 %    |  |  |
|                |                |                              |         |            |         |            |  |  |
|                |                |                              |         | % votants  |         | % votants  |  |  |
| Blancs ou nuls | Blancs ou nuls | Blancs ou nuls               | 2 155   | 1,24 %     | 5 395   | 3,11 %     |  |  |
| Exprimés       | Exprimés       | Exprimés                     | 171 846 | 98,76 %    | 167 893 | 96,89 %    |  |  |